# Стук (песня)
«Стук» (известна под названием «Одно лишь слово») — песня рок-группы «Кино» из альбома «Звезда по имени Солнце». Автор текста и музыки — Виктор Цой.
Композиция стала одним из главных номеров концертной программы коллектива и исполнялась на каждом выступлении, вплоть до последнего.

## Роль в концепции альбома «Звезда по имени Солнце»
Основная роль песни в альбоме заключается в пути, который приобретает дополнительную коннотацию. Движение героя никто не направляет. Он самостоятельно принимает решение идти дальше по выбранному пути и дойти до конца. Более того, он осознает, что ждет его в конце пути. Обернусь на пороге — не что иное, как прощание навсегда. Поэт выбирает именно железную дорогу. Синтаксический параллелизм, вновь используемый Цоем, утверждает мысль о том, что герой уже проходил этот путь. Он ощущает неизбежность близкого финала своей жизненной дороги, неизбежность смерти.

## Саундтрек
В 2001 году песня вошла в саундтрек художественного фильма Сергея Бодрова-младшего «Сестры». Из кадров картины был смонтирован тематический ролик, в котором использовалась звуковая дорожка рассматриваемой песни.

## Видеоклип
В 1989 году на композицию был снят видеоклип. Его производством занималась съёмочная группа программы «Взгляд». В то же время были сняты ролики «Звезда по имени Солнце», «Песня без слов» и «Пачка сигарет». Все они выдержаны в едином ключе и практически не отличаются друг от друга в плане светового решения, декораций и сюжета.

## Участники записи
- Виктор Цой — вокал
- Юрий Каспарян — электро-гитара
- Игорь Тихомиров — бас-гитара
- Георгий Гурьянов — ударные, бэк-вокал

## Известные кавер-версии
Просто эта музыка… Я сразу чувствовала этот текст. И я написала это, и показала Виктору. Спрашиваю — «Нормально?» — он сказал — «Да, хороший, давай сделаем». Он всегда был согласен…
— Джоанна Стингрей
Наиболее известной кавер-версией песни «Стук» является версия, сделанная Джоанной Стингрей. Певица исполнила композицию на английском языке, полностью переписав текст. В её интерпретации произведение называется «Война». Кавер входит в альбом «Thinking Till Monday».